# Berberis tschonoskyana
Berberis tschonoskyana là một loài thực vật có hoa trong họ Hoàng mộc. Loài này được Regel mô tả khoa học đầu tiên năm 1873.